# Neoplectops pomonellae
Neoplectops pomonellae là một loài ruồi trong họ Tachinidae.